# Eva Pawlik
Eva Pawlik est une patineuse artistique autrichienne née le 4 octobre 1927 à Vienne et morte le 31 juillet 1983 dans la même ville.
Elle est sacrée championne d'Europe en 1949.

## Palmarès
| Compétition                                       | 1946 | 1947 | 1948 | 1949 |
| Jeux olympiques                                   |      |      | 2e   |      |
| Championnats du monde                             | CA   |      | 2e   | A    |
| Championnats d'Europe                             | CA   |      | 2e   | 1re  |
| Championnats d'Autriche                           | 1re  | 1re  | 1re  | 1re  |
| Légende : A = Abandon ; CA = Championnats annulés |      |      |      |      |

| Compétition             | 1942 |
| Championnats d'Autriche | 1re  |